# Exopalpus infuscata
Exopalpus infuscata là một loài ruồi trong họ Tachinidae.